# بيغاسوس (صاروخ)
صاروخ بيغاسوس هو صاروخ تم إطلاقه من قِبل شركة أوربيتال ساينسيز قادر على حمل حمولات صغيرة تصل إلى 443 كيلوغرام (977 رطل) في مدار أرضي منخفض.

## نبذة

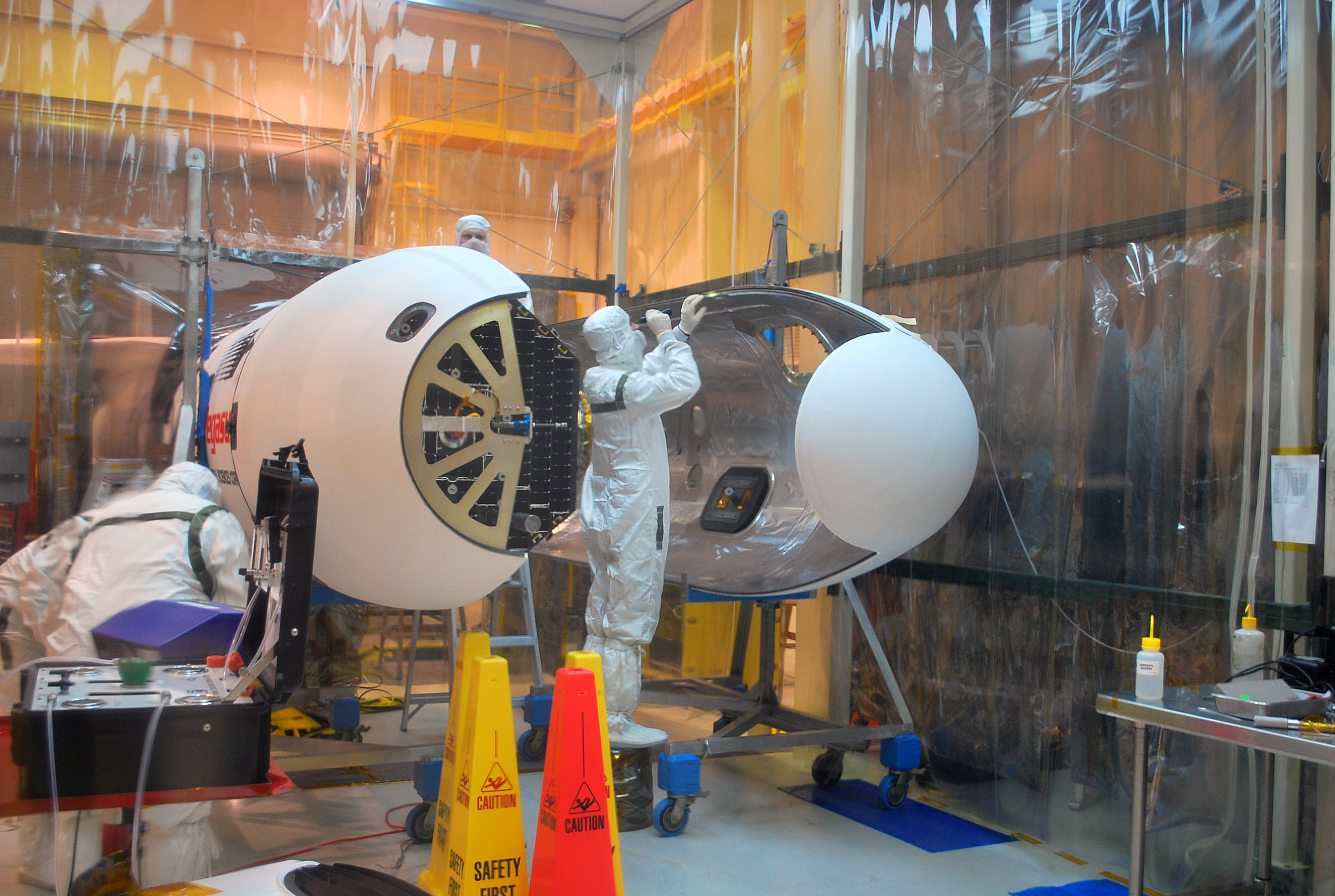
الاستعدادات لإنطلاق صاروخ بيغاسوس

أطلق الصاروخ لأول مرة في عام 1990 يتكون من ثلاث مراحل تعمل بالوقود الصلب ومرحلة رابعة اختيارية أحادية. يتم إطلاق الصاروخ من منصة إطلاق خاصة، ويتكون في المرحلة الأولى بجناح وذيل لتوفير التحكم في الانطلاق أثناء وجوده في الغلاف الجوي.

## برنامج بيغاسوس
تم تصميم معظم صاروخ بيغاسوس بواسطة فريق العمل بقيادة أنطونيو إلياس وتم تصميم الجناح من قبل بيرت روتان.

## مواصفات بيغاسوس
- الكتلة: 18500 كجم
- الطول: 16.9 م
- القطر: 1.27 م
- طول الجناح: 6.7 م

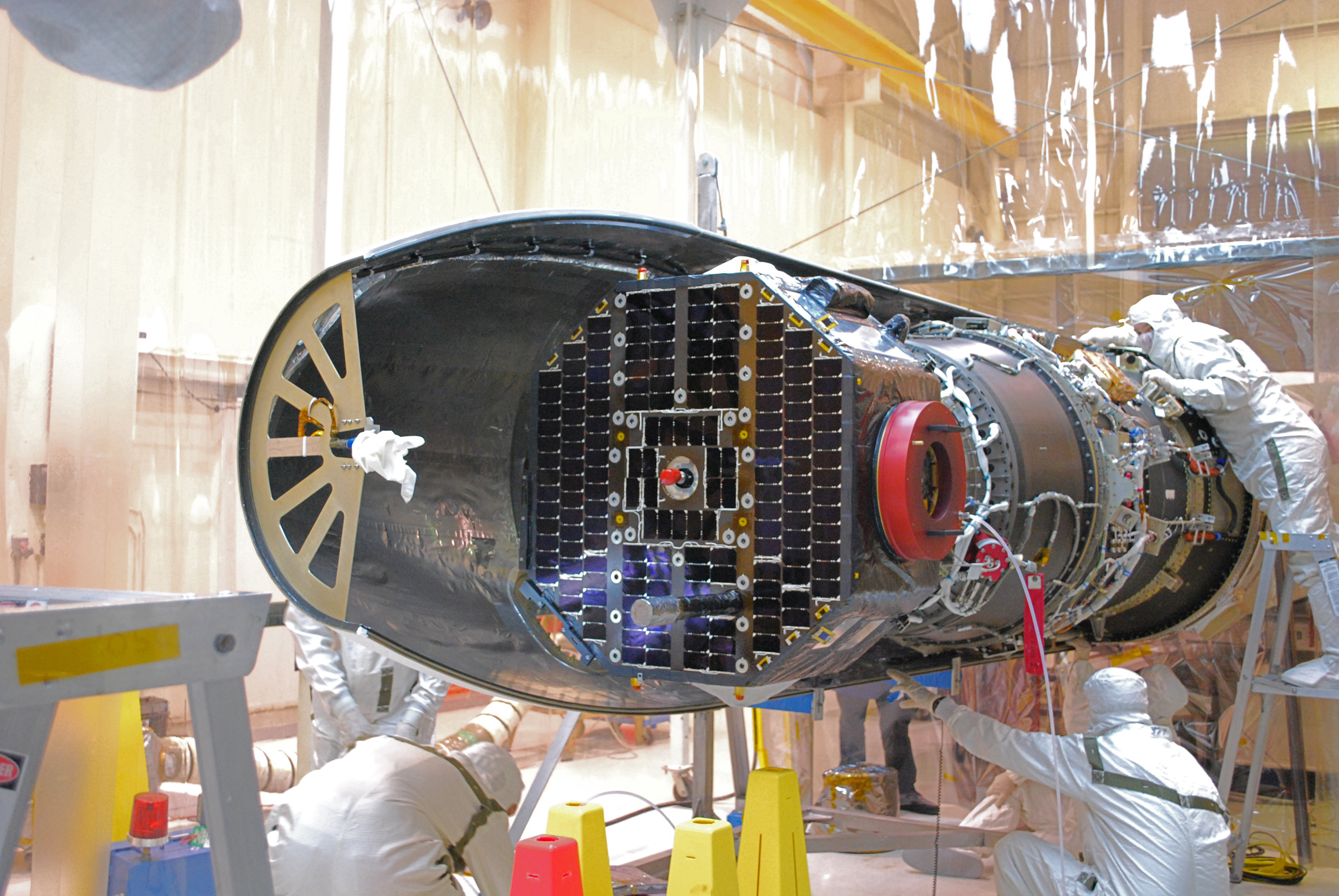
إحدى أجزاء صاروخ بيغاسوس

- الحمولة الصافية: 443 كجم بالإضافة إلى الأقمار الصناعية للمراقبة.[5]

## الانطلاق
حدث أول إطلاق ناجح للصاروخ في 5 أبريل 1990 مع رائد اختبار ناسا ورائد الفضاء السابق جيم غوردون فولرتون في قيادة الطائرة الحاملة.
في البداية تم اختيار طائرة بي-52 ستراتوفورتريس المملوكة لناسا بمثابة الطائرة الحاملة للصاروخ.
كلفت عملية الإطلاق الأولى 6 ملايين دولار أمريكي، من عام 2015 بلغت تكلفة أحدث إصدار من الصاروخ 56.3 مليون دولار، وكشفت ناسا أنها تشمل «تكاليف خدمة الإطلاق الثابتة للشركة، ومعالجة المركبات الفضائية ، وتكامل الحمولة والتتبع والبيانات والقياس عن بُعد ومتطلبات دعم الإطلاق الأخرى».
أدت سلسلة من المشكلات الفنية إلى تأخير هذا الانطلاق، والذي من المتوقع ألا يتجاوز شهر سبتمبر في عام 2019.

## الإحصائيات

### تكوينات الصاروخ
- اساسي
- XL
- هجين

### مواقع المنصات
- قاعدة إدواردز الجوية
- كيب كانافيرال
- فاندنبرغ
- قاعدة دي جانيرو
- والوبس فلايت فاسيليتي
- كواجالين أتول

### إطلاق الصاروخ
- فشل
- فشل جزئي
- نجاح
- تخطيط

### حاملة الطائرات
- B-52
- L-1011